# 21290 Vydra
21290 Vydra là một tiểu hành tinh vành đai chính với chu kỳ quỹ đạo là 1596.5880558 ngày (4.37 năm).
Nó được phát hiện ngày 9 tháng 11 năm 1996.